# سياسة الصين الواحدة

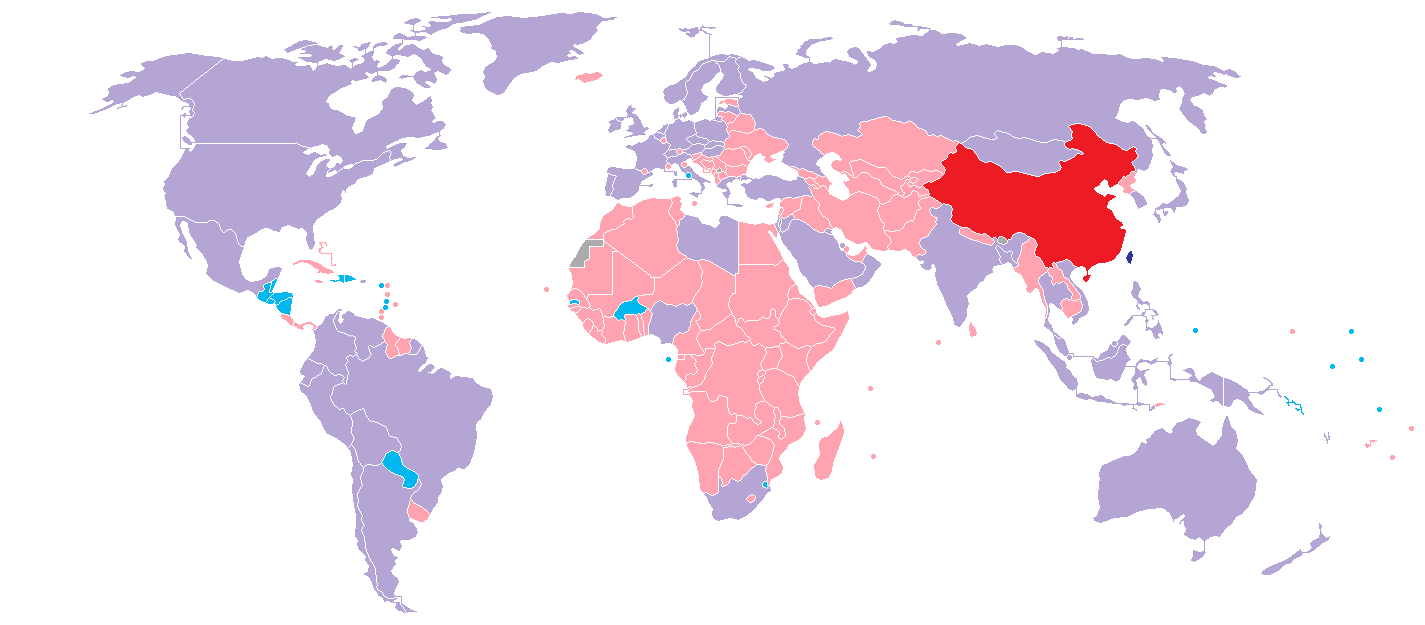

سياسة الصين الواحدة هي سياسة تُشدد أنه لا توجد سوى دولة واحدة ذات سيادة تحمل اسم الصين، على عكس فكرة وجود دولتين: الأولى جمهورية الصين الشعبية، والثانية جمهورية الصين (تايوان)، واللتان يضم اسماهما الرسميّان كلمة «الصين». تراعي العديد من الدول سياسة الصين الواحدة، لكن المعاني ليست نفسها. تستخدم جمهورية الصين الشعبية بشكل حصري مصطلح «مبدأ الصين الواحدة» في اتصالاتها الرسمية.
يختلف مفهوم «الصين الواحدة» عن «مبدأ الصين واحدة»، وهو المبدأ الذي يصر على أن كلا من تايوان والبر الرئيسي للصين أجزاء لا تتجزأ من «صين» واحدة. وتعتبر السياسة الحالية لحكومة جمهورية الصين الشعبية هي صيغة معدلة لمبدأ «الصين الواحدة» المعروف باسم إجماع العام 1992. وبموجب هذا «الإجماع» تتفق الحكومتان على أنه لا يوجد سوى دولة واحدة ذات سيادة تشمل كلًا من بر الصين الرئيسي وتايوان، ولكنهما تختلفان حول أي من الحكومتين هي الحكومة الشرعية الممثلة لهذه الدولة. ويعَدّ هذا الإجماع نظيرًا للوضع بين ألمانيا الغربية والشرقية من 1950-1970، وكوريا الشمالية والجنوبية، ومؤخرًا بين الحكومة السورية والمعارضة السورية.
يلقى مبدأ الصين الواحدة معارضة من أنصار حركة استقلال تايوان، والتي تسعى إلى إقامة «جمهورية تايوان» وتنشئة هوية منفصلة عن الصين تسمى «القومية التايوانية». ينطوي تأثير التايوانية بالنسبة لحكومة جمهورية الصين (تايوان) تغيير الهوية الذاتية لدى مواطني تايوان: خلال الحرب الأهلية الصينية، وبعد أن انتزع الحزب الشيوعي الصيني سيطرة جمهورية الصين من معظم الأراضي الصينية في العام 1949 وأقام جمهورية الصين الشعبية، ثم واصلت الحكومة الصينية المسيطرة في تايوان رفع الصوت بمطالبها أنها الحكومة الشرعية الوحيدة للصين بأكملها. وفي عهد الرئيس السابق لي تنغ هوي، أُلحقت مواد إضافية بدستور جمهورية الصين في العام 1991 بحيث اقتصر تطبيقها فعليًا على منطقة تايوان قبل الوحدة الوطنية. ومع ذلك، أعاد رئيس جمهورية الصين السابق ما يينغ-جيو تأكيد المطالبات بالبر الرئيسي للصين حتى وقت أقربه العام 2008.

## خلفية تاريخية
قبل أوائل القرن السابع عشر، استقر في تايوان بشكل رئيسي السكان الأصليون التايوانيون، لكن التركيبة السكانية بدأت تتغير مع موجات الهجرة المتتالية للصينيين من عِرق الهان. في العام 1662 أُسند حكم تايوان لأول مرة للأمير شينغ تشينغونغ (كوشينغا)، أحد الموالين لسلالة مينغ الحاكمة، تحت اسم مملكة تونغنينغ، قبل دمجها من قبل سلالة تشينغ في العام 1683. وحكمها الهولنديون (1624–1662)، وحكم الإسبان شمال تايوان فقط (1626–1642).  حكم اليابانيون تايوان لمدة نصف قرن (1895-1945)، بينما سيطرت فرنسا لفترة وجيزة على شمال تايوان بين 1884-1885. 
كانت تايوان محافظة نائية في مقاطعة فوجيان في ظل حكومة مانشو تشينغ الصينية من العام 1683 حتى 1887، عندما أصبحت رسميًا مقاطعة فوجيان-تايوان منفصلة. ظلت تايوان مقاطعة لمدة ثماني سنوات حتى تم التنازل عنها لليابان بموجب معاهدة شيمونوسيكي عام 1895.
في الوقت الذي خضعت فيه تايوان للسيطرة اليابانية، طُردت سلالة تشينغ وتأسست جمهورية الصين الأولى والثانية (ROC) من قِبل نظام بييانغ حتى حكومة الكومينتانغ من العام 1928.
بعد احتفالات استسلام اليابان في أكتوبر 1945 في تايبيه، عاصمة مقاطعة تايوان، أصبحت تايوان مرة أخرى الدولة الحاكمة للصين خلال فترة الاحتلال العسكري. في العام 1949 وبعد فقدان سيطرتها على معظم البر الرئيسي للصين بعد الحرب الأهلية الصينية وقبل دخول معاهدات السلام بعد الحرب حيز التنفيذ، انسحبت حكومة جمهورية الصين بقيادة حزب الكومينتانغ إلى تايوان المحتلة. أعلن تشيانغ كاي شيك الأحكام العرفية. ثمة حجة مفادها أن اليابان تنازلت رسميًا عن جميع الحقوق الإقليمية لتايوان في العام 1952 في معاهدة سان فرانسيسكو للسلام. ولكن لم تنص تلك المعاهدة ولا معاهدة السلام الموقعة بين اليابان والصين على أن السيادة الإقليمية لتايوان حق ممنوح لجمهورية الصين. تركت المعاهدات وضع تايوان -على النحو الذي تحكمه جمهورية الصين أو جمهورية الصين الشعبية- غامضًا عن قصد، والسؤال الذي يدور حول السيادة الشرعية على الصين هو: لماذا لم يتم تضمين الصين في معاهدة سان فرانسيسكو للسلام؟ لم تكن هذه الحجة مقبولة من قبل أولئك الذين يرون أن سيادة تايوان قد أعيدت بشكل شرعي إلى جمهورية الصين في نهاية الحرب. يجادل البعض بأن جمهورية الصين هي حكومة في المنفى، في حين يرى البعض الآخر أنها بقايا دولة.
ما تزال حكومة جمهورية الصين تحكم تايوان، لكنها حولت نفسها في التسعينيات إلى دولة حرة وديمقراطية بعد عقود من الأحكام العرفية. خلال تلك الفترة، أصبح الوضع القانوني والسياسي لتايوان أكثر إثارة للجدل مع تزايد التعبيرات العامة عن مشاعر استقلال تايوان، وهو ما كان محظورًا سابقًا.

## وجهات النظر داخل تايوان
هناك فرق داخل تايوان بين مواقف حزب الكومينتانغ والحزب الديمقراطي التقدمي.
يؤمن الكومينتانغ بـ«مبدأ الصين الواحدة» ويصر على ادعائه بأنه بموجب دستور جمهورية الصين الشعبية (الذي أقرته حكومة الكومينتانغ في العام 1947 في نانجينغ) تتمتع جمهورية الصين بالسيادة على معظم الصين بما في ذلك، وفقًا لما يرونه، كل من الصين وتايوان. بعد أن طرد الحزب الشيوعي الصيني جمهورية الصين في الحرب الأهلية الصينية من معظم الأراضي الصينية في عام 1949 وأسس جمهورية الصين الشعبية، واصلت الحكومة القومية الصينية في جمهورية الصين، التي كانت ما تزال تسيطر على تايوان، واصلت المطالبة بالشرعية كحكومة لكامل الصين. وفي عهد الرئيس السابق لي تينغ هوي، أُلحقت مواد إضافية بدستور جمهورية الصين الشعبية في العام 1991 بشكل شهد تطبيقها بشكل فعال على منطقة تايوان فقط. أعلن حزب الكومينتانغ عن شكل معدل لمبدأ «الصين الواحدة» المعروف باسم «إجماع 1992». وبموجب هذا «الإجماع»، تتفق الحكومتان على أنه لا يوجد سوى دولة واحدة ذات سيادة واحدة تشمل كلًا من الصين وتايوان، ولكنهما تختلفان حول أي من الحكومتين هي الحكومة الشرعية الممثلة لهذه الدولة. أعاد رئيس جمهورية الصين السابق ما يينغ-جيو تأكيد مطالباته على البر الرئيسي للصين في 8 أكتوبر 2008.
لا يوافق الحزب التقدمي الديمقراطي على «مبدأ الصين الواحدة» كما حدده حزب الكومينتانغ أو على سياسة الصينيتان. وقد اعتمد الحزب بدلاً من ذلك تفسيرًا مختلفًا، ويعتقد أن تسمية «الصين» تشير فقط إلى جمهورية الصين الشعبية ويذكر أن تايوان والصين دولتان منفصلتان. وبالتالي هناك دولة واحدة على كل جانب و «صين واحدة وتايوان واحدة». ويقوم موقف الحزب الديمقراطي التقدمي على أن شعب تايوان له الحق في تقرير المصير دون إكراه خارجي. يرفض الرئيس الحالي تساي إنغ - ون قبول إجماع العام 1992.
يواجه مبدأ «الصين الواحدة» في جمهورية الصين الشعبية معارضة مؤيدي حركة استقلال تايوان، التي تضغط من أجل إنشاء «جمهورية تايوان» وترسيخ هوية منفصلة عن الصين تسمى «القومية التايوانية».

## مواقف قانونية
لا تعترف حكومتا جمهورية الصين وجمهورية الصين الشعبية ببعضهما بعضًا كحاكم وطني شرعي.

### جمهورية الصين الشعبية
- ديباجة الدستور

إن تايوان جزء من الأراضي المقدسة لجمهورية الصين الشعبية. إن الواجب السامي للشعب الصيني بأسره، بما في ذلك مواطنونا في تايوان، هو إنجاز المهمة العظيمة المتمثلة في إعادة توحيد الوطن الأم.
- قانون مناهضة الانفصال

المادة 2
هناك صين واحدة في العالم. ينتمي البر الرئيسي وتايوان إلى صين واحدة. ولا تتحمل سيادة الصين ووحدة أراضيها أي انقسام. إن ضمان سيادة الصين ووحدة أراضيها هو التزام مشترك لجميع الشعب الصيني، بما في ذلك مواطنو تايوان.

تايوان جزء من الصين. لن تسمح الدولة أبدًا للقوى الانفصالية «لاستقلال تايوان» بجعل تايوان تنفصل عن الصين تحت أي اسم أو بأي وسيلة.
المادة 5:
إن التمسك بمبدأ الصين الواحدة هو أساس إعادة التوحيد السلمي للبلاد.
إن إعادة توحيد البلاد بالوسائل السلمية يخدم على أفضل وجه المصالح الأساسية للمواطنين على جانبي مضيق تايوان. وتبذل الدولة قصارى جهدها بأقصى قدر من الإخلاص لتحقيق إعادة التوحيد السلمي.

بعد إعادة توحيد البلاد سلمياً، قد تمارس تايوان أنظمة مختلفة عن تلك الموجودة في البر الرئيسي وتتمتع بدرجة عالية من الحكم الذاتي. 
 الصين